# Kōdōkan (Mito)

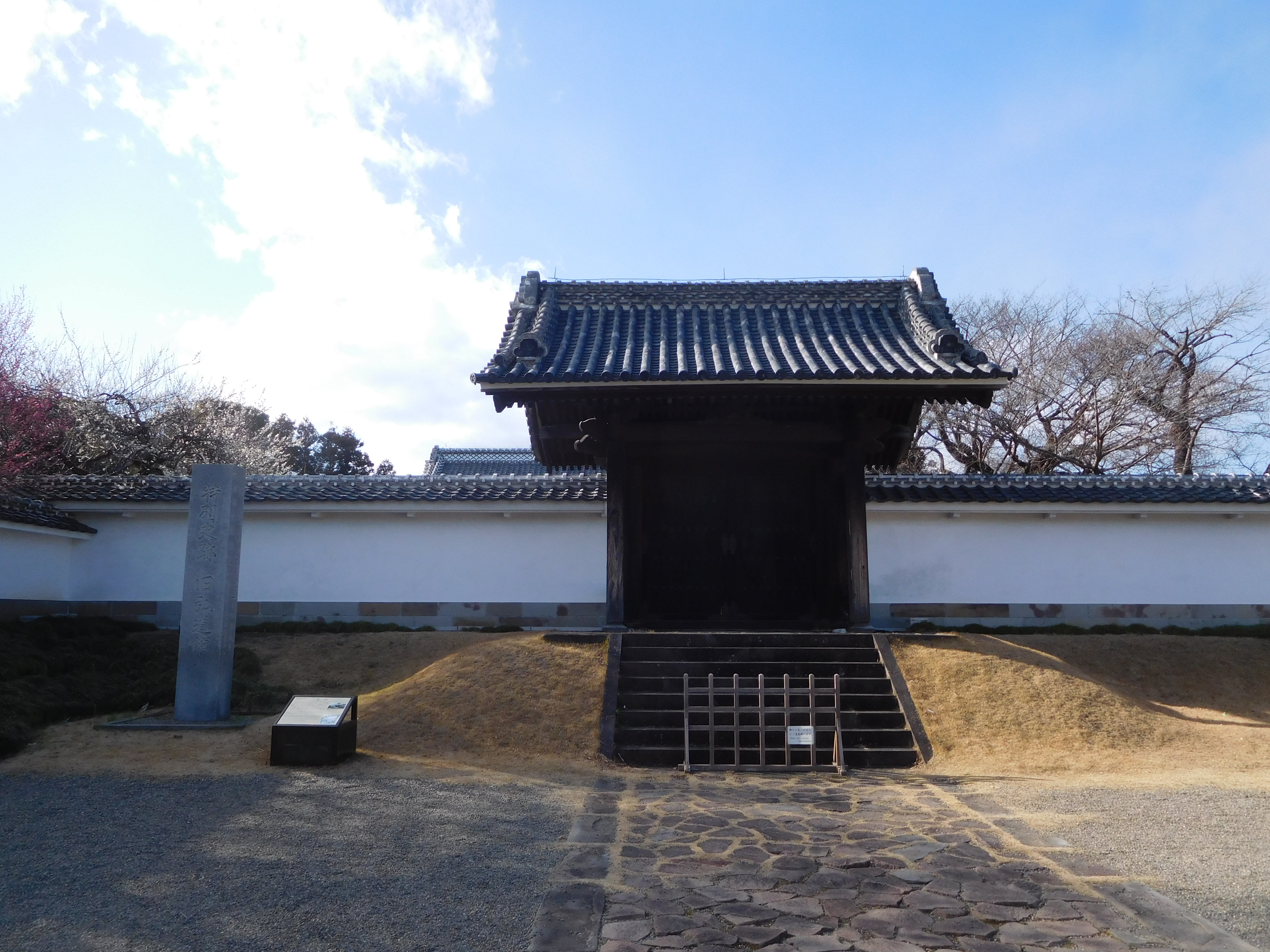
Tor zum Kōdōkan

Das Kōdōkan (japanisch 弘道館) wurde 1841 von Tokugawa Nariaki in Mito (Präfektur Ibaraki) gegründet. Es entwickelte sich schnell zur größten aller Han-Schulen.

## Hintergrund
Die Zeit, in der Tokugawa Nariaki die Schule gründete, schwand bereits die Macht der Tokugawa. Zum einen wurde die Haltung des Bakufu gegenüber dem europäischen und amerikanischen Drängen auf Öffnung des Landes als zu schwach empfunden und zum anderen bewältigte die Regierung nur unzureichend die sich häufenden Hungersnöte im Lande.

## Die Schulausrichtung

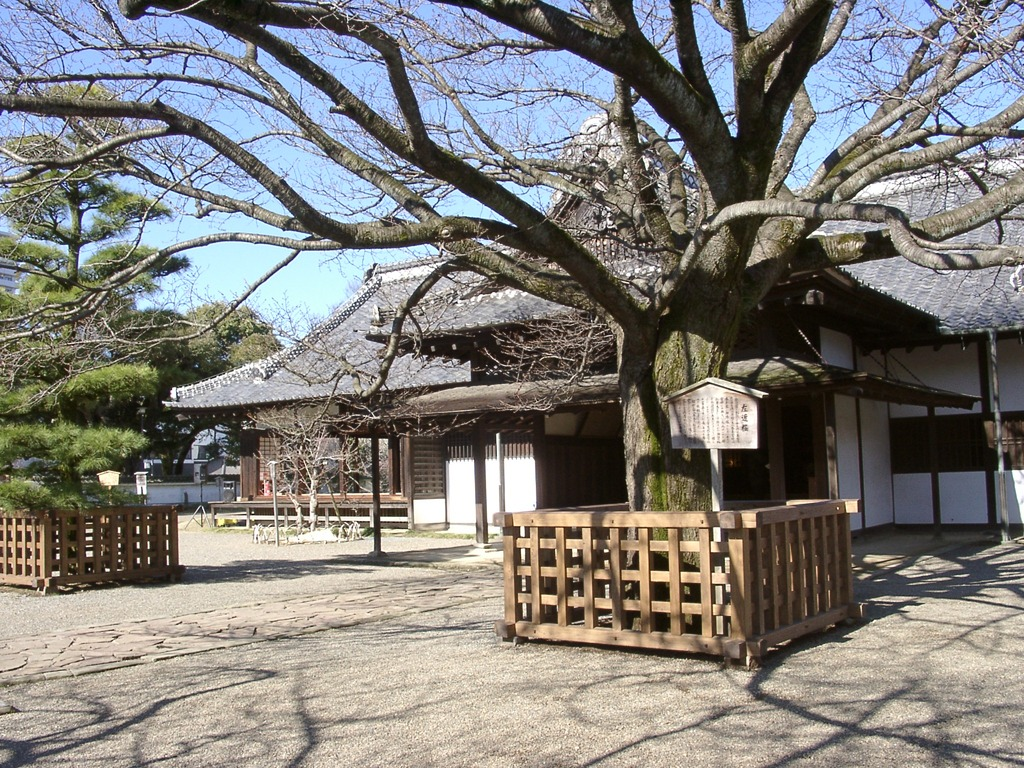
Seichō (Hauptgebäude)

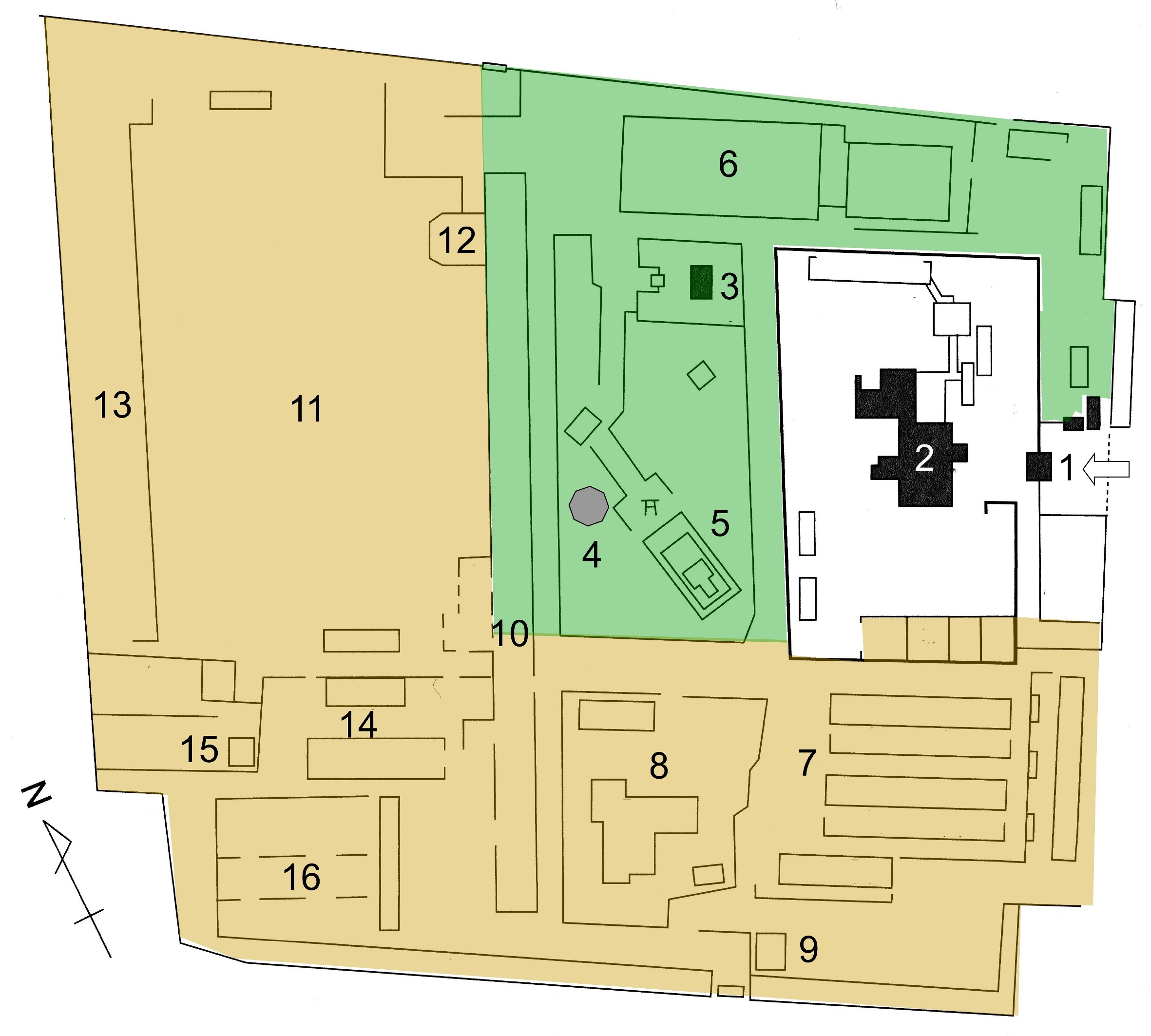
Kōdōkan-Plan, erhalten: weiß (Hauptgebäude, Tor), grün: Park, hellbraun: anderweitig genutzt

Die von Nariaki im Mito-han gegründete Schule sollte unter diesen Umständen nicht nur traditionelle Bildung und militärische Künste lehren, sie sollte darüber hinaus Grundlagen für ein neues Nationalgefühl schaffen. Dazu sollte die Rolle des Kaisers gestärkt werden und dem Shintō neben dem Konfuzianismus mehr Gewicht eingeräumt werden. Die Schule begründete so eine eigene Lehre, die Mito-gaku.
Von Beginn an spielte dabei die Lehre vom Einzelnen und den von der Regierung zu schützenden Werten (大義名分論, Taigimeibun-ron) eine Rolle, gekoppelt mit der Forderung „Ehret den Kaiser – vertreibt die Barbaren“ (尊王攘夷, Sonnō jōi), wie sie unter anderem Yoshida Shōin, Kusaka Genzui (1840–1864) und Umeda Umbin (1815–1859) vertreten wurden.
In der Bunkan (文館) genannten Abteilung wurde die Lehre des Konfuzius (儒教), sittliches Verhalten, (礼儀), Geschichte, Astronomie, Mathematik, Geographie, Poesie (和歌), Musik und anderes gelehrt. In der Bukan 武館 genannten Abteilung wurde Fechten, Bogenschießen, Militärkunde, Schießen mit Gewehren und Kanonen, Reitkunst, Schwimmen und anderes gelehrt. Es gab auch eine medizinische Abteilung (医学館, Igakukan).

## Die Anlage
Nachdem 1841 die Gebäude für Literatur, militärische Künste und anderes fertig waren, folgte 1843 das Gebäude für Medizin-Studien. 1857 war der Gesamtaufbau abgeschlossen. Erhalten geblieben sind:
1. das Haupttor (正門, seimon) an der Ostseite des Campus, das durch zwei Wachhäuser (番所, banjo) geschützt wurde,
2. das Hauptgebäude, Seichō (正庁) genannt, zu dem ein Seitenflügel mit der Bezeichnung „Halle des erreichten Guten“ (至善堂, Shizendō) und die
3. Gedenkstätte für Konfuzius (孔子廟, Kōshi-byō). Wieder errichtet wurde der
4. Achteckige Pavillon Hakke-dō (八卦道) und wohl der
5. Kashima-jinja mit Bezug zum nicht weit entfernten Kashima-jingū, in dem Beschützer der Samurai verehrt werden.
6. Dort stand das Gebäude der Geisteswissenschaften (分館, bunkan). Im heute völlig überbauten Bereich befanden sich
7. mehrere Gebäude für den Militärischen Unterricht (武館, bukan),
8. die medizinische Abteilung (医学館, igakukan),
9. die Sternwarte,
10. eine Pferdebahn,
11. ein breit angelegter Übungsplatz,
12. eine kleine Kirschbaum-Anhöhe,
13. eine weitere Pferdebahn,
14. Pferdeställe,
15. ein Bogenschützen-Platz und
16. ein Gewehrschützen-Platz.

Das Hauptgebäude samt Seitenflügel und Haupttor gelten als wichtiges Kulturgut Japans sowie das Gelände seit 1952 als besondere historische Stätte Japans.
Obwohl der Mito-han sich um eine Annäherung an die Kräfte, die den Kaiser vertraten, bemüht hatte, ging die Schule in den Unruhen während der Meiji-Restauration in Flammen auf, so dass nur die obengenannten Gebäude erhalten blieben. Der größte Teil der Anlage wird heute anderweitig genutzt.